# Distrito de Maloja

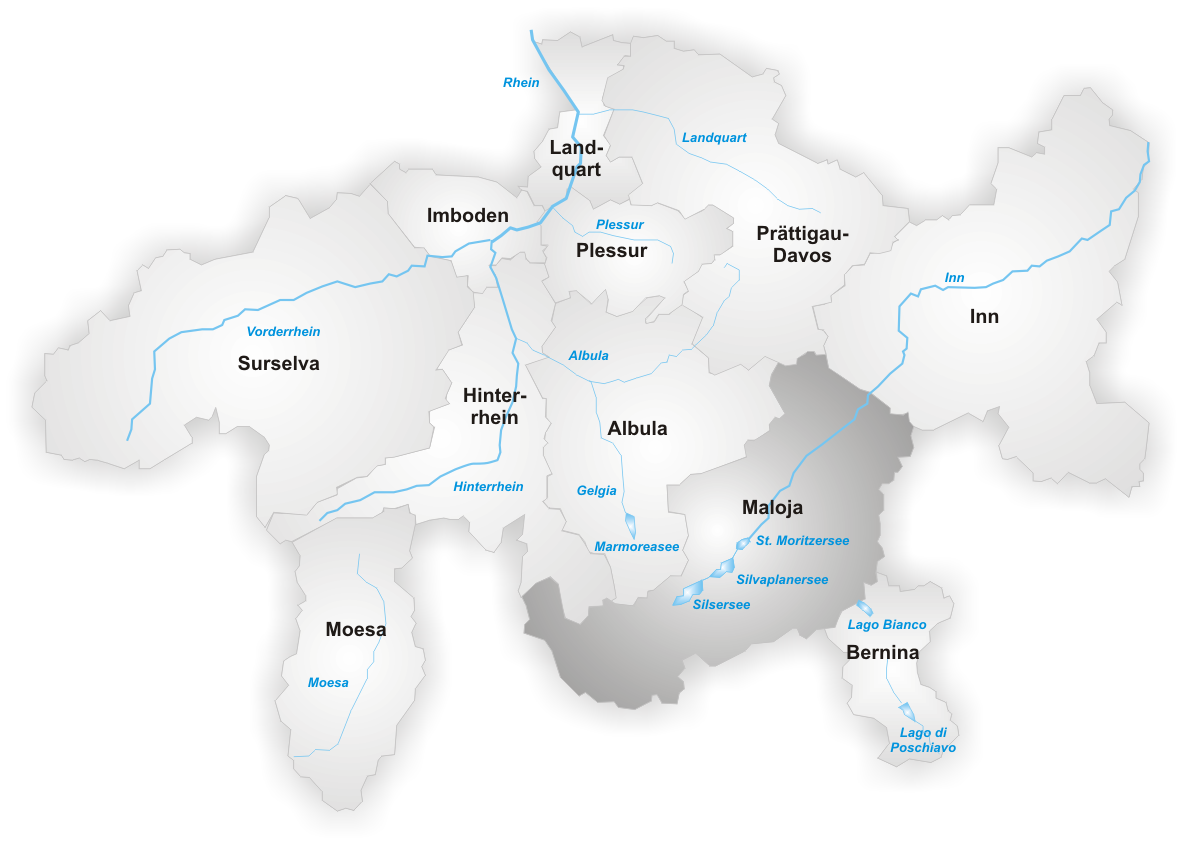
O antigo distrito de Maloja

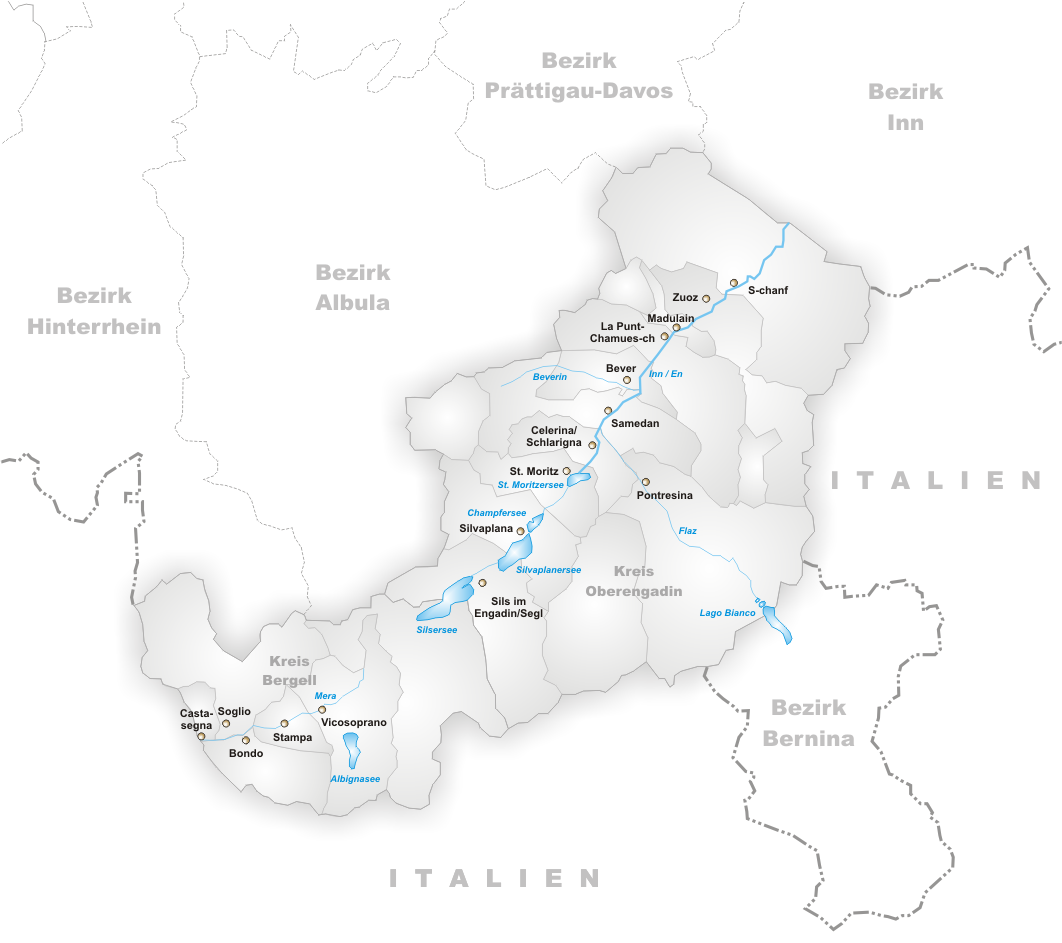
As comunas do antigo distrito

O distrito de Maloja foi um dos onze distritos do cantão de Grisões na Suíça. Possuia uma área de 973,28 quilômetros quadrados e uma população de 18,586 habitantes (em dezembro de 2009).
Foi substituído pela Região de Maloja em 1 de janeiro de 2016, como parte de uma reorganização territorial do Cantão.

## Antiga composição
Estava formado por doze comunas dividas em dois círculos comunais (Kreis):

### Círculo comunal de Bregaglia
- Bregaglia

### Círculo comunal de Alta Engadina
- Bever
- Celerina/Schlarigna
- La Punt-Chamues-ch
- Madulain
- Pontresina
- Samedan
- Sankt-Moritz
- S-chanf
- Sils im Engadin/Segl
- Silvaplana
- Zuoz

## Línguas
O distrito é trilíngue, possuindo o alemão, o romanche e o italiano como línguas oficiais.  
| Línguas do distrito de Maloja, GR |            |             |
| Línguas                           | Censo 2000 | Censo 2000  |
| Línguas                           | Número     | Porcentagem |
| Alemão                            | 10,474     | 55.7 %      |
| Romanche                          | 2,312      | 12.3 %      |
| Italiano                          | 4,004      | 21.3 %      |
| TOTAL                             | 18,813     | 100 %       |